# Pledge of Allegiance

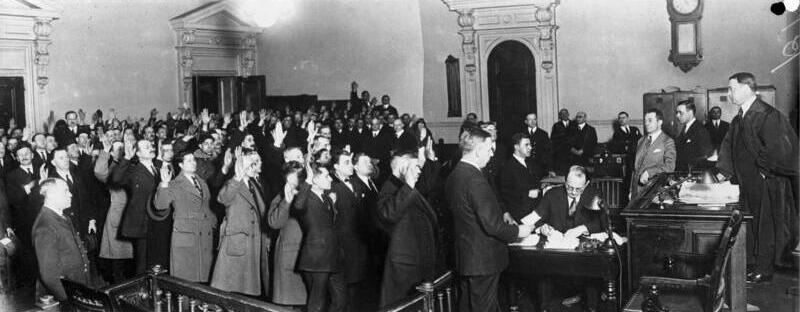
Immigranten sprechen bei ihrer Einbürgerung die Pledge of Allegiance, 1930.

Pledge of Allegiance (englisch Treueschwur) ist ein in den Vereinigten Staaten übliches Treue-Gelöbnis gegenüber der Nation und der Flagge der Vereinigten Staaten.
(allegiance ist eine Vokabel mit vielen Bedeutungsnuancen bzw. -facetten; es bedeutet Gefolgschaft, Gehorsam, Loyalität, Untertanentreue, Zugehörigkeitsgefühl).
Es wird normalerweise gemeinsam und einstimmig bei öffentlichen Veranstaltungen geleistet. Vor allem in öffentlichen Schulen ist der Treueschwur oft Bestandteil des gemeinsamen Morgenrituals. Auf der persönlichen Ebene besteht keinerlei Verpflichtung zur Teilnahme.

## Geschichte

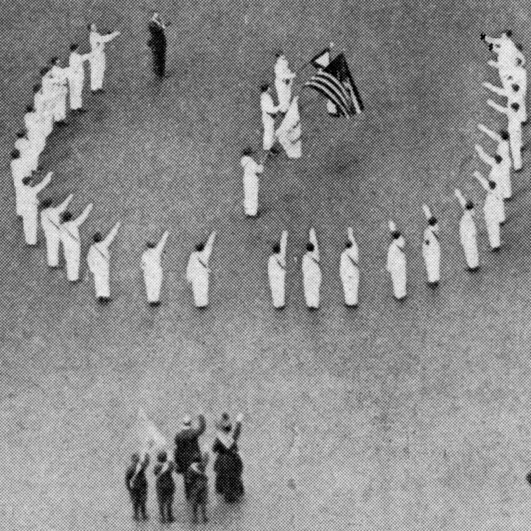
Teilnehmer einer Parade salutieren auf der Fifth Avenue in New York vor der Flagge der Vereinigten Staaten (1917).

Der Pledge of Allegiance wurde erstmals 1892 vom christlichen Sozialisten Francis Bellamy im Youth’s Companion Magazine in Boston, Massachusetts, veröffentlicht, um den 400. Jahrestag der Entdeckung Amerikas zu feiern. Erfinder der Pledge soll James B. Upham, Juniorpartner und Herausgeber des The Youth’s Companion gewesen sein. Laut der Autorin Margarette S. Miller hatte Bellamy den Bellamy-Gruß erfunden, der von den Schulkindern stehend der Flagge entboten werden sollte. In seiner ursprünglichen Fassung hieß es in dem Schwur „meine Flagge“ (und nicht „die Flagge der Vereinigten Staaten“). Diese Änderung des Wortlauts wurde 1923 vorgenommen.
Diese Geste, die dem römischen Gruß bzw. Hitlergruß vergleichbar war, wurde in den USA praktiziert und 1942 nach dem Kriegseintritt der USA in den Zweiten Weltkrieg abgeschafft, um sich vom Faschismus abzugrenzen.
Später erhielt er aber offizielle Anerkennung in einem Gesetz, das am 22. Juni 1942 vom Kongress verabschiedet wurde.
Während der Schwur abgeleistet wird, haben sich die Schwörenden laut dem Flaggengesetz zu erheben. Viele Schwörende halten dabei ihre rechte Hand auf dem Herzen, mindestens wird jedoch erwartet, die Hände als Zeichen des Respekts hinter dem Körper, auf dem Rücken, zu platzieren. Wiederum ist das Flaggengesetz zwar geltendes Recht, eine Bestrafung wegen der Nichtteilnahme an der Zeremonie würde aber – wie mehrfach festgestellt – gegen die amerikanische Verfassung (1. Zusatzartikel) verstoßen.

## Wortlaut
“I pledge allegiance to the flag of the United States of America, and to the republic for which it stands, one Nation under God, indivisible, with liberty and justice for all.”

„Ich schwöre Treue auf die Fahne der Vereinigten Staaten von Amerika und die Republik, für die sie steht, eine Nation unter Gott, unteilbar, mit Freiheit und Gerechtigkeit für jeden.“

## Elemente

### Under God
Die Phrase under God wurde bei der Verabschiedung des Gesetzes im US-Kongress am 14. Juni 1954 unter Dwight David Eisenhower hinzugefügt. 2002 wurde die Phrase in einem Gerichtsverfahren am Neunten Appellationsgericht, welches für den Westen der USA zuständig ist, für verfassungswidrig erklärt, da durch sie der Monotheismus bevorzugt werde. Eine Propagierung eines bestimmten Glaubens wiederum sei nicht Sache des Staates. Michael Newdow klagte und brachte den Fall als Elk Grove Unified School District v. Newdow vor den Obersten Gerichtshof der Vereinigten Staaten, der die Entscheidung des Appellationsgerichts im Jahr 2004 aus formellen Gründen wieder aufhob. Im Jahr 2010 wurde in einem neuerlichen Verfahren die Gelöbnisformel für verfassungskonform erklärt. Dabei berief sich das Gericht auf ein früheres Urteil, in dem es um den Wahlspruch In God we trust ging. Das Gericht sprach wieder davon, dass es sich bei der Verwendung des Namens Gottes nur um ceremonial deism (zeremoniellen Deismus) handele, und wies die Klage zurück.

### Weiteres
- Der komplette Text wird von mehreren Kindern gesprochen im Intro zum Lied School Daze der Gruppe W.A.S.P. auf ihrem Debütalbum.
- Die Phrase „One Nation under God“ war Namensgeber für ein Album B. E. Taylors und einen Dokumentarfilm Will Bakkes.
- Dieselbe Phrase wird im Lied American Jesus vom Album Recipe for Hate der Band Bad Religion verwendet.[8]
- Die Phrase „…And Justice for All“ ist der Titel eines Spielfilms von Norman Jewison.
- Die Phrase „…And Justice for All“ ist Titel eines Albums von Metallica.
- Die Phrase „And Justice for All“ ist der Titel eines Dokumentarfilms von Michael Moore.
- Die Pledge of Allegiance ist auch enthalten in der „God Bless The USA Bible“, die Donald Trump 2024 für 60 Dollar pro Exemplar vertrieb.[9]
- Ähnliche Treueschwüre gibt es auf den Philippinen und in Südkorea.[10]